# Fan-in

Uma porta lógica AND com três entradas tem um fan-in 3.

Fan-in é o número de entradas que uma porta lógica pode manipular. Por exemplo, o fan-in para a porta lógica E, mostrado na figura, é 3. Portas lógicas com valores grandes de fan-in tendem a ser mais lentas. Isto porque a complexidade do circuito de entrada aumenta a capacitância do dispositivo. No entanto, usar portas lógicas com maior fan-in ajuda a reduzir a profundidade dos circuitos lógicos.
Este  termo também pode ser usado em outros contextos, para designar o número de entradas que um determinado elemento tem, e.g., o número de entradas em um neurônio artificial.
Na teoria da complexidade computacional, algumas classes estão relacionadas com a quantidade de entradas permitidas em cada porta lógica, como a classe AC1.